# Chory na Polskę
Chory na Polskę – piąty album studyjny polskiego zespołu muzycznego Dr Misio. Wydawnictwo ukazało się 10 listopada 2023 nakładem wytwórni muzycznej Agora.
Album jest utrzymany w stylu muzyki alternatywnej. Składa się z wersji standardowej (1 CD) i płyty analogowej (1 LP).
Płyta znalazła się na 33. miejscu polskiej listy sprzedaży – OLiS.
W 2024 wydawnictwo uzyskało nominację do nagrody polskiego przemysłu fonograficznego Fryderyka w kategorii: Album roku rock.
Nagrania były promowane singlami: „Chory na Polskę”, „Wędrowiec”, „Znikam” i „Wielkie żarcie”.

## Lista utworów
Opracowano na podstawie materiału źródłowego.
| Chory na Polskę – Wersja standardowa | Chory na Polskę – Wersja standardowa | Chory na Polskę – Wersja standardowa             | Chory na Polskę – Wersja standardowa | Chory na Polskę – Wersja standardowa |
| Nr                                   | Tytuł utworu                         | Słowa                                            | Muzyka | Długość                              |
| ------------------------------------ | ------------------------------------ | ------------------------------------------------ | --- | ------------------------------------ |
| 1.                                   | „Chory na Polskę”                    | Wojciech Wojda                                   | Olaf Deriglasoff, Arkadiusz Jakubik, Jan Jakubik | 3:19                                 |
| 2.                                   | „Dziewczyna śmierć”                  | Krzysztof Varga                                  | Paweł Derentowicz, Arkadiusz Jakubik | 3:40                                 |
| 3.                                   | „Wielkie żarcie”                     | Arkadiusz Jakubik                                | Paweł Derentowicz, Arkadiusz Jakubik | 3:25                                 |
| 4.                                   | „Moja wina”                          | Arkadiusz Jakubik                                | Mikołaj Bielecki, Maksymilian Kucharski, Paweł Derentowicz, Mariusz Matysek, Arkadiusz Jakubik                                                                             | 3:17                                 |
| 5.                                   | „Prawda”                             | Rafał Karwot, Krzysztof Varga, Akradiusz Jakubik | Olaf Deriglasoff, Marcin Suchy, Łukasz Kulikowski, Rafał Karwot, Kamil Muchowiec, Dawid Krótki, Radosław Drobczyk, Arkadiusz Jakubik, Kacper Skoneczny, Piotr Skrzypiorski | 3:09                                 |
| 6.                                   | „Znikam”                             | Arkadiusz Jakubik, Krzysztof Varga               | Arkadiusz Jakubik, Jan Jakubik, Maksymilian Kucharski | 3:05                                 |
| 7.                                   | „Wędrowiec”                          | Arkadiusz Jakubik                                | Paweł Derentowicz, Arkadiusz Jakubik | 3:12                                 |
| 8.                                   | „Wbrew i wobec”                      | Arkadiusz Jakubik, Krzysztof Varga               | Jakub Galiński, Arkadiusz Jakubik | 4:25                                 |
| 9.                                   | „Zaraza”                             | Krzysztof Varga                                  | Mikołaj Bielecki, Maksymilian Kucharski, Paweł Derentowicz, Arkadiusz Jakubik                                                                                              | 3:45                                 |
| 10.                                  | „Miliard nowych Polsk” (oraz SPN)    | Marcin Świetlicki, Marcin Fijałkowski            | Paweł Derentowicz, Jakub Galiński, Arkadiusz Jakubik, | 3:49                                 |
|                                      |                                      |                                                  | | 35:06                                |

## Pozycja na liście sprzedaży

### Pozycja na liście tygodniowej
| Kraj   | Lista (2023)  | Najwyższa pozycja |
| ------ | ------------- | ----------------- |
| Polska | OLiS – albumy | 33                |

## Wyróżnienia
| Rok  | Konkurs        | Kategoria       | Rezultat  | Źr.   |
| ---- | -------------- | --------------- | --------- | ----- |
| 2024 | Fryderyki 2024 | Album roku rock | Nominacja | [ 4 ] |